# Maricarmen Regueiro
Maricarmen Regueiro Lorenzo (Los Teques, 22 de noviembre de 1966) es una actriz venezolana.

## Biografía
Nació en 22 de noviembre de 1966 en Los Teques, Venezuela. Ella es hija de padres españoles naturales de Galicia, quienes hace años atrás llegaron a Venezuela en busca de un futuro mejor, con el propósito de probar suerte en el negocio de la joyería.
Mientras decidía su futuro, ingresó en la Escuela Nacional de Teatro, aunque eso de representar vidas ajenas no le gustaba: «Los actores me parecían locos porque hablaban solos». Pero se enamoró de la profesión. Hizo varias obras, como Calígula o Romeo y Julieta, pero han sido en las novelas donde ha destacado.
Gracias a la recomendación de un actor, la llamaron de RCTV para participar en la comedia Mamy. Eso sucedía en 1985 y, un año más tarde, intervino en su primera telenovela, la mítica Cristal. En 1987 grabó La intrusa y, en 1988, Mi amada Beatriz. Pero su primera producción como protagonista fue Señora, por la que recibió el premio a la mejor actriz revelación de Venezuela y trabajo junto con Carlos Mata, haciendo un verdadero éxito.
Maricarmen Regueiro y Gabriel Corrado formaron una de las duplas más exitosas de las novelas de principios de los noventa. En Princesa, la tira que se emitía por canal 9, a las 18:00, la actriz venezolana interpretaba a Daniela, una estudiante de quinto año enamoradísima de su profesor, Marcelo, que debía luchar contra su archirrival, Mariana (Viviana Sacone), que también pretendía quedarse con el amor del maestro de arte. Fue repetida en 1999 por canal 9, ya renombrado Azul Televisión, siendo nuevamente un éxito.
Volvió en 1998 a trabajar con Corrado en Milady, un pequeño papel, pero muy recordado. La telenovela contó con un presupuesto muy alto, pero no logró el éxito esperado.
Durante su carrera fue exitosa, fue contratada en numerosos países latinoamericanos, entre ellos Perú, Argentina y Venezuela. En 2001, se retiró del mundo de las telenovelas para dedicar su vida a su familia.

## Filmografía

### Telenovelas
- Cristal (Venezuela, 1985-1986), como Alicia
- Mansión de Luxe (Venezuela, 1986), como Nina Cerdese
- La intrusa (Venezuela, 1986-1987), como Rosa Hidalgo
- Mi amada Beatriz (Venezuela, 1987-1988), como Erika Monasterio Santaella
- Señora (Venezuela, 1988-1989), como Eugenía Montiel/Méndez
- Amanda Sabater (Venezuela, 1989), como Amanda Sabater
- Natacha (Perú, 1990-1991), como Natalia «Natacha» Guzmán Aguirre
- El desprecio (Venezuela, 1991-1992), como Clara Inés Santamaría
- Princesa (Argentina, 1992-1993), como Daniela Lezama
- Amores de fin de siglo (Venezuela, 1995), como Anastasia Montalban de Moncada
- Milady, la historia continúa (Argentina, 1997-1998), como Pilar de Cassariego
- Cosas del amor (Perú, 1998-1999), como Valería Castro-Iglesias
- Carissima (Venezuela, 2001), como Yermani Vallemorín

### Fotonovelas
- Los ángeles de la noche (Argentina-Italia, 1992), con Gustavo Bermúdez

### Teatro
- Salomé

- Calígula

- Romeo y Julieta

- Caín adolescente

- Reputación dudosa

### Telefilmes
- Angustia, unitario de RCTV, junto con Nohely Artega y Víctor Cámara

- Un día de éxito, por favor, cortometraje de L. A. Lamata